# Nemapogon angulifasciella
Nemapogon angulifasciella är en fjärilsart som beskrevs av William George Dietz 1905. Nemapogon angulifasciella ingår i släktet Nemapogon och familjen äkta malar. Inga underarter finns listade i Catalogue of Life.